# Taeniophyllum petrophilum
Taeniophyllum petrophilum är en orkidéart som beskrevs av Rudolf Schlechter. Taeniophyllum petrophilum ingår i släktet Taeniophyllum och familjen orkidéer. Inga underarter finns listade i Catalogue of Life.